# ニッケルオデオン (映画館)

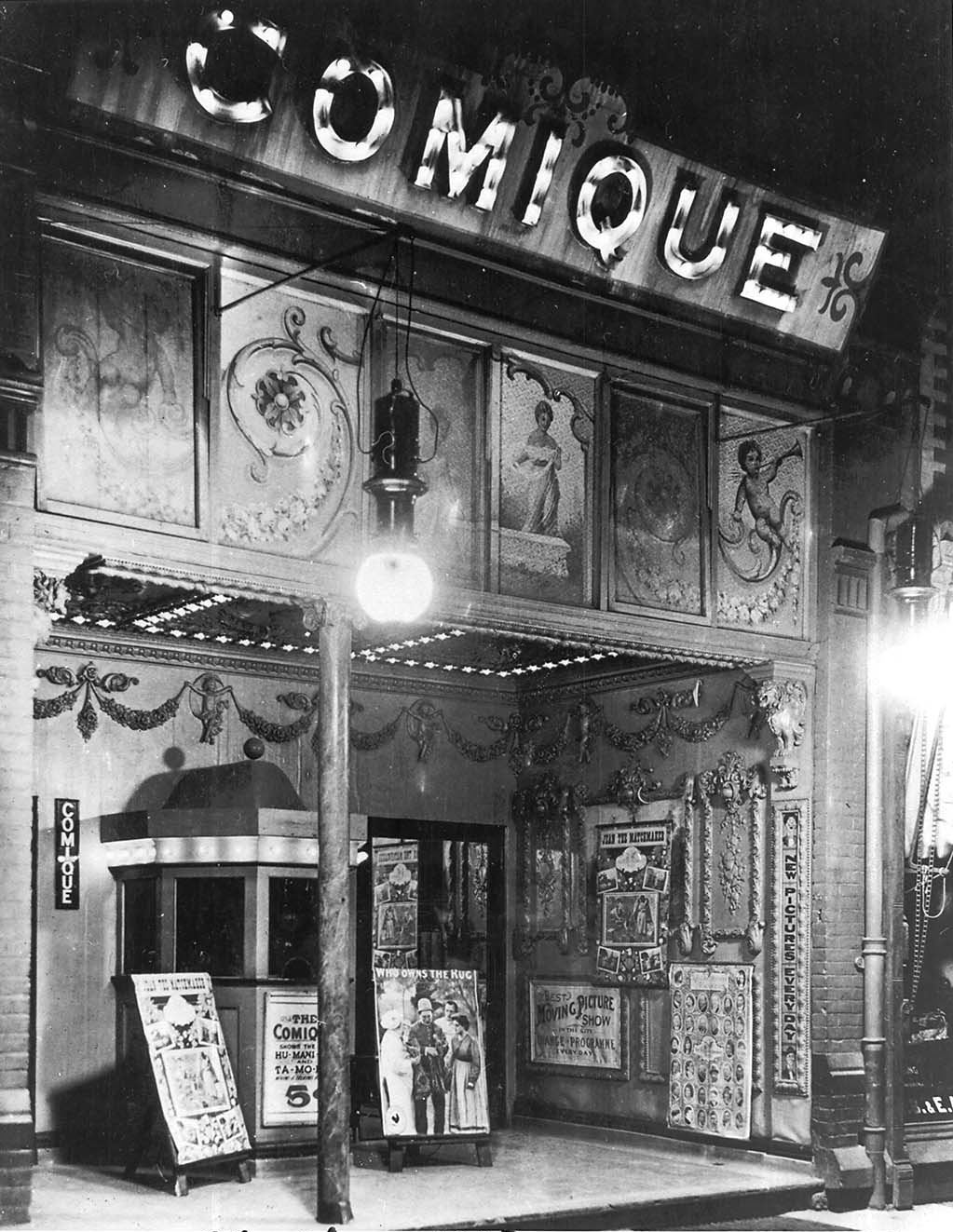
ニッケルオデオンの劇場
カナダオンタリオ州トロントにあった「コミック座」（1910年頃）

ニッケルオデオン（nickelodeon）は20世紀初頭に現れアメリカ合衆国で流行となった、規模の小さい庶民的な映画館。競争の激しい地域のニッケルオデオンにはピアノかオルガンがあり、演奏者がシーンにあう音楽を伴奏した。
ニッケルはアメリカ英語で5セント硬貨、オデオンはギリシャ語で屋根付きの劇場の意。

## 歴史
ニッケルオデオンの前身は貸店舗の内装のみ簡易的に変えて劇場にしたストアフロント劇場である。これらは少数ではあったが、ニッケルオデオン登場以前から存在し夜間のみの興行を行っていた。
「ニッケルオデオン」という名称はハリー・ディヴィスとジョン・P・ハリスによって作られ、1905年6月、彼らはその名前でペンシルベニア州ピッツバーグのスミスフィールド通りにストアフロント劇場を開館した。従来のストアフロント劇場とは異なり1日中興行を行う形態を取り、大きな成功を収めた。そのため、映画を上映し続ける5セントの映画館と言う発想は、すぐに多くの意欲的な起業家に、劇場名はそのままで真似されることとなった。
ニッケルオデオンが流行しはじめた頃、ルイス・B・マイヤーは成人した。マイヤーはマサチューセッツ州ハーバーヒルにある「ジェム・シアター」を改装してニッケルオデオンに業態転換し、1907年に「オーフィウム・シアター」として開館した。同劇場は「伴奏を付け、マイルズ・ブラザーズ映画を専ら上映する洗練された娯楽の本拠地」と宣伝された。
1915年頃まで栄華を極めたが、街が発展し、興行主が淘汰され、より良い設備のより心地よい大劇場が出現するにつれ、ニッケルオデオンは衰退していった。また、『國民の創生』（1915年）をはじめとする長編映画が出現し始めたことも理由の1つである。次世代の映画館が出現したことにより観客動員数は大きく成長し、その結果入場料は5セントから10セントに上昇していった。

## 設備

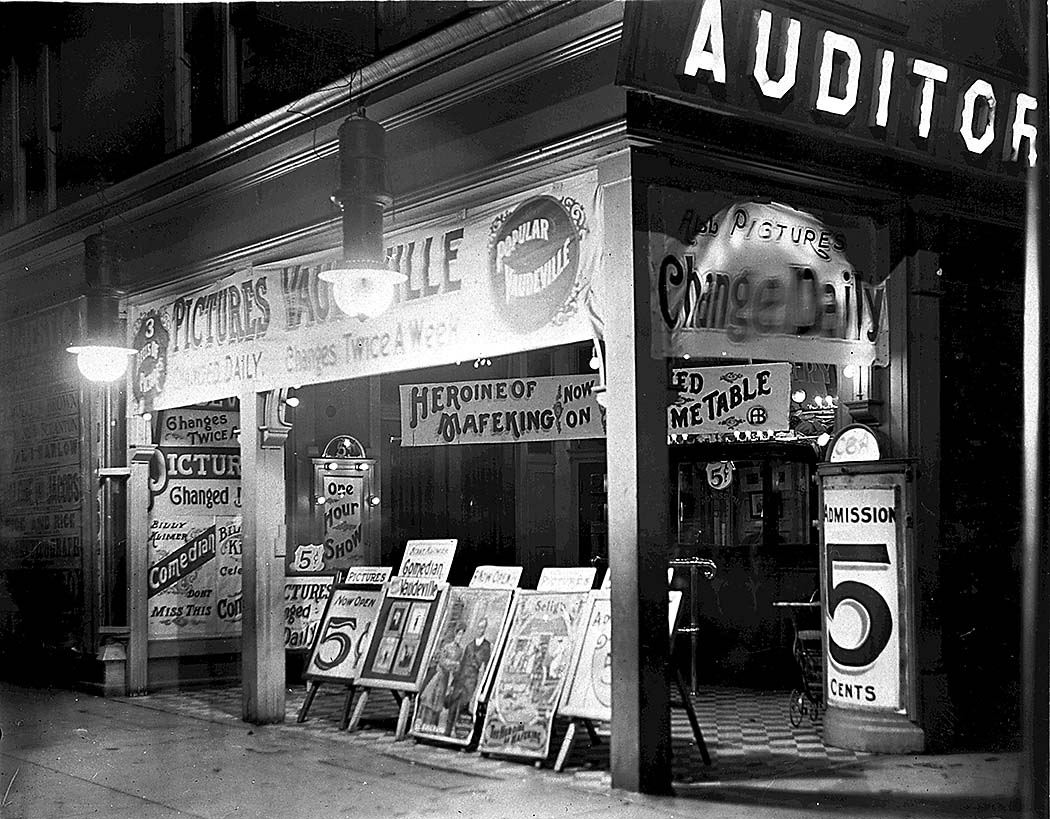
「マフェキングのヒロイン」などを上映中のニッケルオデオン、「オーディトリウム座」（1910年）

### 劇場構造
ニッケルオデオンに参入する起業家たちは潤沢な資金を持っておらず、劇場の法的規制に対する設備投資を抑えるため300名程度までが入れる小規模な劇場を運営した。別の側面としては、一般向けの貸店舗を改造していたため、大きな劇場に出来なかったという理由もある。劇場の平均的なサイズは横7.5メートル、奥行き30メートル程度。座席は基本的に木製で初期においては映写室も分けられていないという安普請であった。

### 上映設備
スクリーンは200インチ程度で、現在のホームシアターより一回り大きい程度である。後年の映画館は映写機を2台備え複数のフィルムを切り替えながら上映することで長時間の連続上映をしているが、ニッケルオデオンの映写機は1つの劇場に1台のみで幻灯機をベースとしていた。さらに、モーター駆動ではなく、多くの場合は手回しの映写機が使われていた。そのため、複数フィルムの連続上映は出来ず、フィルムを掛け替える間は幻灯機によるスライド上映が行われた。また、当時はサイレント映画であるためスピーカー等は存在せず、ピアノ伴奏や観客による合唱などがその代わりとなっていた。

## 上映内容

### 基本的な上映パターン
ニッケルオデオンではヴォードヴィル演芸場と争っていたこともあり、ヴォードヴィルでの人気演目であった挿絵スライド付きの音楽演奏（イラストレイティッド・ソング）などは引き継がれた。そのため、単純に映画の上映のみが行われていたわけではない。基本的には次に示すパターンを3回繰り返し、異なる映画3本を1つの上映としていた。
1. 鑑賞マナーを示したスライド上映
2. 映画上映（15〜20分程度）
3. 挿絵スライド付きの音楽演奏
4. 幕間（1に戻る）

### 上映作品の例
ジャンルやテーマに富んだ短編を上映していた。例として、「風景」（世界中の走行中の列車からの眺め）、「記録」（後にドキュメンタリーとなる先駆け）、国内外で活動する歌手やダンサー、コメディ、メロドラマ、問題劇、動きの流れを止めたもの、スポーツイベント（例えば、1897年のジェームス・J・コーベット対ボブ・フィッシモンズのボクシングヘビー級タイトル戦や、1899年のジェームス・J・ジェフリーズ対トム・シャーキーの試合など）などが挙げられる。
マイルズ・ブラザーズ（ハーバートとハリー）によってニッケルオデオンに配給された1907年リリースの映画作品のいくつかは一部ではあるがこの多様性をかいま見ることが出来る。
1907年のサタデー・イブニング・ポストの掲載記事から引用：
- そのガキを捕まえろ (Catch the Kid) （アルフ・コリンズ監督、コメディ）
- 検視官の間違い (The Coroner's Mistake) （漫画、幽霊の話）
- 宿命の手 (The Fatal Hand) （J・H・マーチン監督、ドラマ）
- ジョニーの走り (Johnny's Run) （フランク・モーターショウ監督、コメディ）
- 武者修行 (Knight-Errant) （J・H・マーチン監督、時代劇）
- ある母親の罪 (A Mother's Sin)  （J・H・マーチン監督、ドラマ）
- ジプシーの報復 (The Romany's Revenge)  （フランク・モーターショウ監督、ドラマ）
- 地下貯蔵室への屋根 (Roof to Cellar) （コメディ）
- 船員の帰り (Sailor's Return) （ドラマ）
- 村の消防団 (Village Fire Brigade) （ジェームズ・ウィリアムソン監督、コメディ）
- 魔術師の世界 (Wizard's World) （コメディ）

マイルズ・ブラザーズによってニッケルオデオンに配給された他の1907年リリースの映画作品：
- 無政府主義者の義母 (Anarchist's Mother-in-Law)
- ボスは遠く、歯は遊ぶ (Boss Away, Choppers Play)
- ケンブリッジ・オックスフォードのボートレース (Cambridge-Oxford Race)
- 世界一生意気な男 (Cheekiest Man on Earth)
- 女性レスラー (Female Wrestlers)
- すばらしいライオン狩り (Great Lion Hunt)
- インディアンの籠織工 (Indian Basket Weavers)
- ヘビー級国際タイトルマッチ：ビル・スクエアーズ対トミー・バーンズ (International Contest for the Heavyweight Championship: Squires vs. Burns)
- カリフォルニアの牧場でのジム・ジェフリーズ (Jim Jeffries on His California Ranch)
- インドの生活と習慣 (Life and Customs in India)
- 海軍託児所 (The Naval Nursery)
- 女性連隊 (The Petticoat Regiment)
- ロサンゼルスのシュラインナーの秘密会議 (Shriners' Conclave at Los Angeles)
- 練習宿舎でのオーストラリアチャンピオン、ビル・スクエアーズ (Squires, Australian Champion, in His Training Quarters)
- そのひどい歯 (That Awful Tooth)
- 白人奴隷 (The White Slave)
- 女性の決闘 (A Woman's Duel)